# 이다정 (나가노현)
이다정(飯田町)은 나가노현 시모이나군에 설치되었던 정이다. 현재의 이다시에 해당한다.